# Erythrogonia priscilla
Erythrogonia priscilla är en insektsart som beskrevs av Medler 1963. Erythrogonia priscilla ingår i släktet Erythrogonia och familjen dvärgstritar. Inga underarter finns listade i Catalogue of Life.